# Ángela Sierra
Ángela del Carmen Sierra González (ur. 10 stycznia 1945 w Santa Cruz de Tenerife) – hiszpańska filozof i nauczyciel akademicki, posłanka do Parlamentu Europejskiego IV kadencji.

## Życiorys
Ukończyła studia prawnicze na Uniwersytecie Barcelońskim, uzyskała na tej uczelni również doktorat z zakresu filozofii. Podjęła pracę jako nauczyciel akademicki. Zawodowo związana z Universidad de La Laguna w San Cristóbal de La Laguna, została profesorem tytularnym na tej uczelni. Objęła funkcję dyrektora centrum ds. studiów latynoamerykańskich, pełniła na niej również (do 2012) funkcję dziekana wydziału filozofii. W pracy naukowej zajęła się zagadnieniami z zakresu globalizacji, rozwoju i polityki, publikowała prace naukowe z zakresu tej tematyki.
W latach 1994–1999 sprawowała mandat eurodeputowanej IV kadencji, który uzyskała z ramienia Zjednoczonej Lewicy. Pracowała głównie w Komisji ds. Kwestii Prawnych i Praw Obywatelskich.